# كوبيانسك
كوبيانسك هي مدينة تقع في خاركيف أوبلاست شرق أوكرانيا.